# Råsted Sogn (Holstebro Kommune)
 For alternative betydninger, se Råsted Sogn. (Se også artikler, som begynder med Råsted Sogn)
Råsted Sogn var et sogn i Holstebro Provsti (Viborg Stift). 1. januar 2020 blev Råsted Sogn lagt sammen med Idom Sogn i Idom-Råsted Sogn.
I 1800-tallet var Råsted Sogn anneks til Ulfborg Sogn. Begge sogne hørte til Ulfborg Herred i Ringkøbing Amt. Trods annekteringen var de to selvstændige sognekommuner. Ved kommunalreformen i 1970 blev Råsted indlemmet i Holstebro Kommune, og Ulfborg blev kernen i Ulfborg-Vemb Kommune, der ved strukturreformen i 2007 også indgik i Holstebro Kommune.
I Råsted Sogn ligger Råsted Kirke.
I sognet findes følgende autoriserede stednavne:
- Blæsbjerg (bebyggelse)
- Femhøje (areal)
- Gammel Råsted (bebyggelse)
- Hvoldal (bebyggelse)
- Ormstrup (bebyggelse)
- Råsted Plantage (areal)
- Skelbæk (bebyggelse)